# Thacanophrys
Thacanophrys är ett släkte av kräftdjur. Thacanophrys ingår i familjen maskeringskrabbor.
Kladogram enligt Catalogue of Life:
| Thacanophrys | \| \| Thacanophrys filholi \| \| \| \| \| \| Thacanophrys goldsboroughi \| \| \| \| |
|              | \| \| Thacanophrys filholi \| \| \| \| \| \| Thacanophrys goldsboroughi \| \| \| \| |
|              | Cyclax                                                                              |
|              |                                                                                     |
|              | Eurynome                                                                            |
|              |                                                                                     |
|              | Hyas                                                                                |
|              |                                                                                     |
|              | Jacquinotia                                                                         |
|              |                                                                                     |
|              | Leptomithrax                                                                        |
|              |                                                                                     |
|              | Lissa                                                                               |
|              |                                                                                     |
|              | Macropodia                                                                          |
|              |                                                                                     |
|              | Maia                                                                                |
|              |                                                                                     |
|              | Maja                                                                                |
|              |                                                                                     |
|              | Naxia                                                                               |
|              |                                                                                     |
|              | Notomithrax                                                                         |
|              |                                                                                     |
|              | Schizophroida                                                                       |
|              |                                                                                     |
|              | Schizophrys                                                                         |
|              |                                                                                     |
|              | Shizophroida                                                                        |
|              |                                                                                     |
|              | Teratomaia                                                                          |
|              |                                                                                     |
|              | Thacanophyrys                                                                       |
|              |                                                                                     |
|              | Thacanophrys filholi                                                                |
|              |                                                                                     |
|              | Thacanophrys goldsboroughi                                                          |
|              |                                                                                     |

|  | Thacanophrys filholi       |
|  |                            |
|  | Thacanophrys goldsboroughi |
|  |                            |